# Lucas González

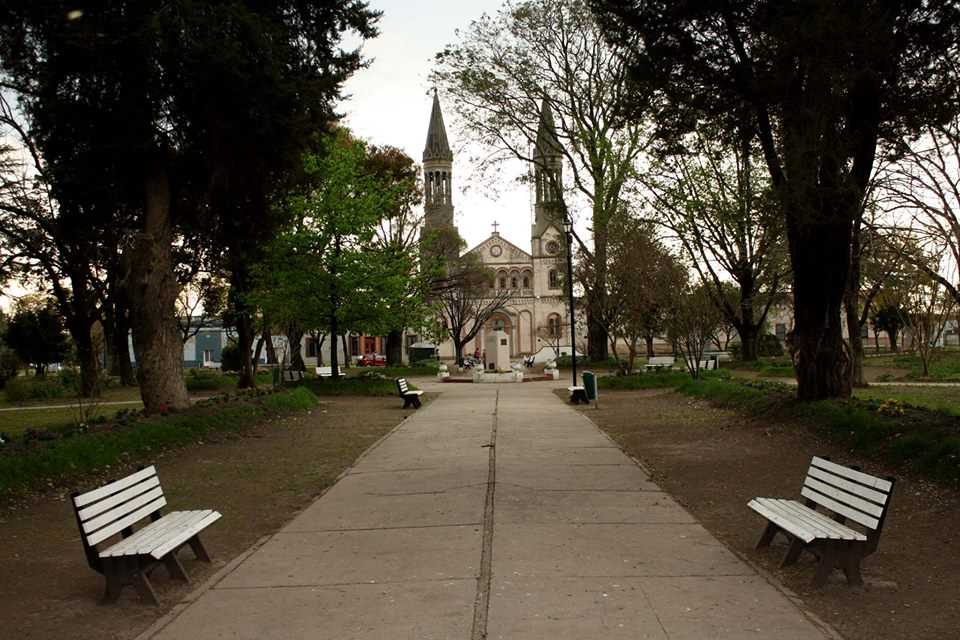
Paróquia São Lucas Evangelista, vista da Praça San Martín

Lucas González é um município da província de Entre Ríos, na Argentina.